# NGC 7285
NGC 7285 este o interacțiune de galaxii situată în constelația Vărsătorul. A fost descoperită în octombrie 1826 de către William Lassell. Se află la o distanță de 67,1 de megaparseci de Pământ.